# Stanislav Levý
Stanislav Levý (* 2. května 1958) je bývalý český fotbalový obránce, reprezentant Československa, fotbalový trenér a bývalý sportovní ředitel klubu 1. FC Slovácko.

## Klubová kariéra
V československé lize odehrál 202 utkání a dal 17 branek. Takřka celou kariéru strávil v Bohemians Praha (1979–1988), kde získal roku 1983 historicky první mistrovský titul v dějinách klubu a probojoval se do semifinále Poháru UEFA. Ke konci kariéry hrál v nižších německých soutěžích (Blau-Weiß 90 Berlin, Tennis Borussia Berlin). 30× startoval v evropských pohárech (1 gól).

## Ligová bilance
| Ročník                                   | Zápasy | Góly | Klub             |
| ---------------------------------------- | ------ | ---- | ---------------- |
| Česká národní fotbalová liga 1978/79     | -      | -    | Rudá hvězda Cheb |
| 1. československá fotbalová liga 1979/80 | 14     | 1    | Bohemians Praha  |
| 1. československá fotbalová liga 1980/81 | 15     | 2    | Bohemians Praha  |
| 1. československá fotbalová liga 1981/82 | 21     | 0    | Bohemians Praha  |
| 1. československá fotbalová liga 1982/83 | 23     | 2    | Bohemians Praha  |
| 1. československá fotbalová liga 1983/84 | 27     | 6    | Bohemians Praha  |
| 1. československá fotbalová liga 1984/85 | 29     | 2    | Bohemians Praha  |
| 1. československá fotbalová liga 1985/86 | 27     | 3    | Bohemians Praha  |
| 1. československá fotbalová liga 1986/87 | 21     | 0    | Bohemians Praha  |
| 1. československá fotbalová liga 1987/88 | 24     | 1    | Bohemians Praha  |
| CELKEM 1. československá liga            | 202    | 17   |                  |

## Reprezentační kariéra
Za československou reprezentaci odehrál v letech 1983–1988 25 utkání bez vstřeleného gólu. Jednou startoval i v olympijském výběru a dal zde 1 gól.

## Trenérská kariéra
Po skončení hráčské kariéry se stal trenérem, vedl Viktorii Žižkov, 1. FC Slovácko, Viktorii Plzeň či Tescomu Zlín. Trénoval i německé týmy Tennis Borussia Berlin, Hannover 96 a 1. FC Saarbrücken. V sezoně 2011/12 vedl albánský klub KF Skënderbeu Korçë, s nímž získal ligový titul a dostal se do finále národního poháru.
Od sezóny 2012/13 působil v polské nejvyšší soutěži Ekstraklasa, kde vedl klub z Vratislavi Śląsk Wrocław, obhájce polského titulu ze sezony 2011/12. Ve své první sezóně 2012/13 obsadil s klubem 3. místo (zisk 47 bodů) a propracoval se do finále polského fotbalového poháru, kde byla ve dvojzápase úspěšnější Legia Warszawa.
V Evropské lize 2013/14 dovedl Śląsk k postupu ve 2. předkole přes černohorský tým FK Rudar Pljevlja a ve 3. předkole přes belgický celek Club Brugge KV (Śląsk postoupil po výsledcích 1:0 doma a 3:3 venku do 4. předkola proti španělskému týmu Sevilla FC). Polský celek pod jeho vedením předváděl ofenzivní fotbal. V Seville Śląsk vedl 1:0, ale po vyloučení hráče Dudy nakonec v oslabení podlehl 1:4. V domácí odvetě podlehl Śląsk soupeři 0:5 a byl vyřazen. 24. února 2014 byl Stanislav Levý z funkce uvolněn po porážce 2:3 s Ruchem Chorzów. Od června 2015 působil v albánském týmu KS Flamurtari Vlora, kvůli neplnění závazků ze strany klubu zde v říjnu téhož roku skončil.

Před startem sezóny 2016/17 ePojisteni.cz ligy se vrátil do ČR a nahradil Svatopluka Habance v 1. FC Slovácko. 14. září 2017 přenechal trenérský post Michalu Kordulovi a stal se sportovním ředitelem Slovácka.

## Úspěchy

### Hráčské
TJ Bohemians Praha
- mistr československé ligy 1982/1983

### Trenérské
KF Skënderbeu Korçë
- mistr nejvyšší albánské ligy 2011/12